# Rishi Kapoor
Rishi Kapoor (Bombay, 4 september 1952 – aldaar, 30 april 2020) was een Indiaas acteur die voornamelijk in Hindi films speelde.

## Biografie
Op drie jarige leeftijd verscheen Kapoor voor het eerst in zijn vader Raj Kapoor's film Shree 420 (1955) in het nummer "Pyar Hua, Iqrar Hua Hai". Hij speelde in 1970 de jonge versie van het hoofdpersonage (Raj Kapoor) in Mera Naam Joker. Hij maakte in 1973 zijn debuut als hoofdrolspeler in de door zijn vader geregisseerde film Bobby, dat een van de grootste hits van het decennium werd  in India. Tussen 1973 en 2000 speelde Kapoor de hoofdrol in 92 films. Enkele van zijn opmerkelijke films uit deze periode zijn Khel Khel Mein (1975), Laila Majnu (1976), Sargam (1979), Karz (1980) en Chandni (1989). Kapoor was vanaf 2000 voornamelijk te zien in karakter,- en ondersteunende rollen zoals in Luck by Chance (2009), Love Aaj Kal (2009), Do Dooni Chaar (2010), Agneepath (2012), Kapoor & Sons (2016), 102 Not Out (2018) en Mulk (2018).
Kapoor werkte voor het eerst samen met actrice Neetu Singh in Zahreela Insaan (1974). De twee werden in meerdere films aan elkaar gekoppeld, waaronder Kabhi Kabhi (1976) en Doosra Aadmi  (1976), voor ze uiteindelijk trouwden in 1980. Het stel kreeg twee kinderen, waaronder acteur Ranbir Kapoor. Hij is zowel met zijn vrouw als zoon te zien in Besharam (2013). Kapoor was de broer van acteurs Randhir Kapoor en Rajiv Kapoor.
In 2017 werd Kapoor's autobiografie Khullam Khulla: Rishi Kapoor Uncensored uitgebracht waarin hij geen blad voor zijn mond neemt.
Hij kampte zijn laatste twee jaren aan leukemie en overleed in 2020 op 67-jarige leeftijd aan de gevolgen hiervan. Kapoor was voor het laatst te zien in Sharmaji Namkeen (2022).